# Черников, Владимир Львович
Влади́мир Льво́вич Че́рников (род. 3 августа 1959) — советский и узбекистанский легкоатлет, специалист по тройным прыжкам. Выступал за сборные СССР и Узбекистана в 1981—1994 годах, победитель и призёр первенств всесоюзного значения, действующий рекордсмен Узбекистана в тройном прыжке на открытом стадионе, участник чемпионата Европы в помещении в Милане, Всемирной Универсиады в Бухаресте и других крупных международных стартов. С 1995 года работает тренером в России.

## Биография
Владимир Черников родился 3 августа 1959 года. Занимался лёгкой атлетикой в городе Ташкенте Узбекской ССР, выступал за добровольное спортивное общество «Буревестник».
Впервые заявил о себе в тройном прыжке на всесоюзном уровне в сезоне 1979 года, когда с результатом 16,19 одержал победу на соревнованиях в Донецке.
В 1980 году занял восьмое место на соревнованиях в Москве.
В 1981 году выиграл серебряную медаль на всесоюзном турнире в Таллине. Будучи студентом, представлял Советский Союз на Всемирной Универсиаде в Бухаресте — в финале прыгнул на 16,53 метра, став седьмым.
Благодаря череде удачных выступлений вошёл в основной состав советской сборной и выступил на чемпионате Европы в помещении в Милане — в программе тройного прыжка показал результат 16,32 метра, расположившись в итоговом протоколе на седьмой строке.
В 1983 году среди прочего занял пятое место на чемпионате страны в рамках VIII летней Спартакиады народов СССР в Москве.
На чемпионате СССР 1984 года в Донецке завоевал бронзовую награду в тройном прыжке.
В 1985 году на чемпионате СССР в Ленинграде дважды улучшил рекорд Узбекской ССР (17,22 и 17,35) и после первых попыток шёл лидером, но в конечном счёте в число призёров не попал — стал четвёртым.
В 1986 году был третьим на Всемирных играх в Хельсинки, четвёртым на соревнованиях в Донецке.
В 1987 году выиграл серебряную медаль на зимнем чемпионате СССР в Пензе, установив при этом свой личный рекорд в помещении — 17,35 метра. Также превзошёл всех соперников на турнирах в Брянске, Таллине, Новосибирске, Нанкине, Ханчжоу.
В 1988 году взял бронзу на зимнем чемпионате СССР в Волгограде, тогда как на соревнованиях в Одессе установил ныне действующий национальный рекорд Узбекистана в тройном прыжке на открытом стадионе — 17,36 метра.
В 1989 году стал бронзовым призёром на зимнем чемпионате СССР в Гомеле и на Мемориале братьев Знаменских в Волгограде.
В 1990 году отметился победой на международном турнире в Болгарии, в 1991 году выиграл международный турнир в Венгрии, в 1992 году победил на международном турнире в Казахстане.
После распада Советского Союза Черников ещё в течение некоторого времени оставался действующим спортсменом и продолжал принимать участие в крупнейших международных стартах в составе узбекистанской национальной сборной. Так, в 1994 году он представлял Узбекистан на Азиатских играх в Хиросиме — прыгнул здесь на 16,23 метра и занял итоговое шестое место.
Работал тренером по лёгкой атлетике в Узбекистане, в частности подготовил чемпионку Азиатских игр в прыжках в высоту Светлану Мунькову. С 1995 года занимал должность главного тренера по лёгкой атлетике Центрального спортивного клуба Военно-воздушных сил в Самаре, затем в 2002—2009 годах работал тренером по физической подготовке местного баскетбольного клуба ЦСК ВВС. В 2007 и 2008 годах участвовал в подготовке юношеских сборных. В 2010 году стал тренером по физической подготовке в баскетбольном клубе «Химки». Ныне — тренер по физподготовке баскетбольного клуба «Самара». Заслуженный тренер России.